# Réserve naturelle du Vallon du Vivier

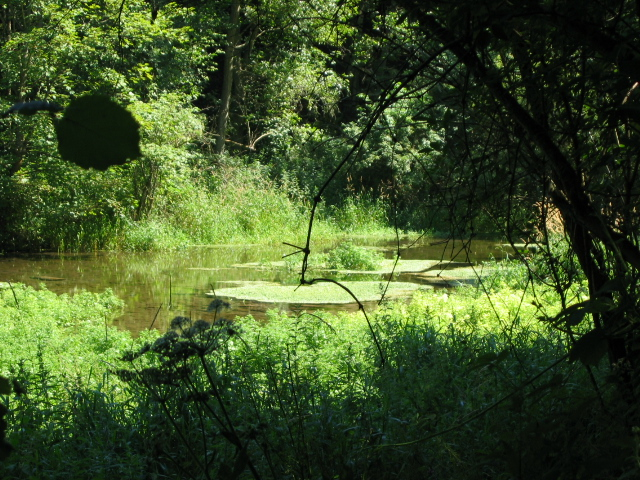
Vallon du Vivier

La réserve naturelle du Vallon du Vivier est un espace naturel protégé situé sur la commune de Tancarville en Seine-Maritime. Cette réserve naturelle de 16,8 hectares est constituée de boisement d’aulnaie-saulaie tourbeuse dans un vallon autour de la rivière de Tancarville. Le site a été acquis par l’État français en 1977 ; il est administré par le parc naturel régional des Boucles de la Seine normande. Cet espace naturel a fait l'objet d'un classement comme une réserve naturelle volontaire (RNV) en 1998, il est toujours en instance de reclassement en 2024.

## Géographie

### Localisation
La réserve est située près du pont de Tancarville

### Accès
En laissant son véhicule sur le parking de Tancarville-Bas, le randonneur peut remonter le vallon en empruntant un chemin qui longe le ruisseau. La chasse et la pêche sont interdites. Le sentier du GR2 rayonne à partir du vallon dans les bois de la Hèse et de la Sente aux Loups.

## Faune et flore
Le milieu naturel est caractéristique des coteaux crayeux boisés et des marécages. Le long du chemin de randonnée, on peut voir des buis, des charmes, des ifs et des noisetiers. Les saules, les frênes et les aulnes ont colonisé l'ilôt central. La roselière est constituée de phragmites, de glycéries, de touradons, de laîche des marais (Carex acutiformis)... Les végétaux les plus rares sont l'hellébore vert, la théliptéride des marais et les orchidées.
Le renard roux, la sittelle torchepot, la sarcelle d'hiver, l'aigrette garzette et la chouette hulotte peuplent les zones boisées. Les marais sont occupés par la bécassine, le râle d'eau, la musaraigne aquatique. Le cours d'eau est le domaine des hérons, des canards, des martins-pêcheurs, des tritons et de différentes espèces de poissons d'eau douce.